# La contessa segreta
La contessa segreta è un romanzo di Eva Ibbotson, pubblicato nel 1981 con il titolo A Countess Below Stairs (in seguito pubblicato anche come The Secret Countess).

## Trama
Racconta la storia di un amore quasi impossibile tra Anna, la nuova domestica russa di casa Mersham, fuggita alla rivolta dei bolscevichi e che cerca di nascondere le proprie nobili origini sotto una cuffietta e un grembiule, e il suo datore di lavoro, il conte Rupert di Westerholme, che però sta per sposare la buona e bella Muriel. Questa, però, nonostante il suo aspetto delicato e gentile è una convinta sostenitrice di teorie proto-naziste, una meschina arrampicatrice sociale, e una fautrice della nuova scienza dell'eugenetica, che crede nella selezione della "razza perfetta". Le malefatte e cattiverie della futura sposa vengono smascherate, e alla fine il bene e l'amore prevalgono.